# The Problem (film 1915)
The Problem è un cortometraggio muto del 1915 diretto da Harry A. Pollard. Prodotto dalla American Film Manufacturing Company su un soggetto di Webster Campbell, il film aveva come interpreti Edward Coxen, Winifred Greenwood, Josephine Ditt, John Steppling, Al Fordyce, Charlotte Burton.

## Trama
Fred Rees è un giovane molto stimato ma non è considerato un buon partito dalla signora Shanlon che vorrebbe per sua figlia Edith un marito ricco. La signora, dopo avere licenziato il giovane pretendente, si abbandona al mondo dei sogni. Pensando alla figlia e al suo futuro, la immagina sposata con il ricco Howard Grey. Nel sogno, non passa molto tempo che Grey si stanchi della moglie per trascurarla con Leona, la sua amante. Edith sente il marito prendere un appuntamento per cenare con Leona e convince sua madre ad accompagnarla a ristorante. Lì, le due donne sentono Grey vantarsi che sua moglie è stata comprata e pagata come il vino che sta bevendo, ma che per lui il vino è stato l'acquisto migliore. La signora Shanlon si rende conto che il matrimonio della figlia non è stato un successo. Quando Grey, tornato a casa ubriaco, cerca di abbracciare la moglie, questa gli spara.

Risvegliandosi, la signora Shanlon si rende conto di avere solo sognato, ma quel sogno la fa riflettere. Così quando sua figlia e Fred, su consiglio del nonno di Edith, tornano da lei per chiederle di riconsiderare la sua precedente decisione, la madre è fin troppo disposta a dare il suo consenso.

## Produzione
Il film fu prodotto dall'American Film Manufacturing Company.

## Distribuzione
Distribuito dalla Mutual, il film - un cortometraggio in una bobina - uscì nelle sale cinematografiche degli Stati Uniti il 9 aprile 1915.